# ویکوو (کارولینای شمالی)
ویکوو (به انگلیسی: Waco) شهری در ایالت کارولینای شمالی کشور ایالات متحده آمریکا است که جمعیت آن در سرشماری سال ۲۰۱۰ میلادی، ۳۲۱ نفر بوده‌است.